# Tour de Romandie 2005
Die 59. Tour de Romandie fand vom 26. April bis zum 1. Mai 2005 statt. Sie wurde in einem Prolog und fünf Etappen über eine Distanz von 656 Kilometern ausgetragen. Die Rundfahrt ist ein Teil der UCI ProTour 2005.

## Etappen
| Etappe    | Tag       | Start – Ziel                     | km         | Etappensieger       | Gelbes Trikot       |
| --------- | --------- | -------------------------------- | ---------- | ------------------- | ------------------- |
| Prolog    | 26. April | Genf                             | 3,4 (EZF)  | Óscar Pereiro       | Óscar Pereiro       |
| 1. Etappe | 27. April | Avenches – Avenches              | 166,9      | Alessandro Petacchi | Óscar Pereiro       |
| 2. Etappe | 28. April | Fleurier – Fleurier              | 171,9      | Alessandro Petacchi | Alessandro Petacchi |
| 3. Etappe | 29. April | Aigle – Anzère                   | 146,5      | Damiano Cunego      | Santiago Botero     |
| 4. Etappe | 30. April | Châtel-Saint-Denis – Les Paccots | 146,9      | Alberto Contador    | Damiano Cunego      |
| 5. Etappe | 1. Mai    | Lausanne – Lausanne              | 20,4 (EZF) | Santiago Botero     | Santiago Botero     |